# Wilhelm Pilgram (Autor)
Wilhelm Pilgram (* 1934 in Köln; † 14. August 2014 in Bad Neuenahr) war ein deutscher Autor. Er hat lyrische Werke und Sachbücher veröffentlicht.

## Leben
Pilgram besuchte die Volksschule in Köln-Flittard und das humanistisch-, altsprachliche Gymnasium in Köln-Mülheim bis zum Abitur 1956. Er studierte von 1956 bis 1961 Humanmedizin in Köln und Münster, promovierte 1962 und arbeitete als Assistenz- und Oberarzt am Krankenhaus Porz. Von 1970 bis 1999 war er niedergelassener Gynäkologe. Die Interessengebiete Geologie und Paläontologie eignete er sich autodidaktisch an. Außerdem betätigte er sich als Dichter und Maler.
Pilgram vertrat nach Gesprächen mit Alexander Tollmann und „privaten Forschungen“ die Auffassung, die Folgen eines (hypothetischen) Asteroideinschlags („Sintflutkomet“) von vor zehntausend Jahren seien in der Eifel und im Hohen Venn sichtbar. Nach Pilgrams Ansicht erklärte dieses Ereignis die biblischen und außerbiblischen Sintflutberichte.

## Veröffentlichungen

### Belletristik
- Jahreszeiten im Hohen Venn. Essays. 1983.
- Gespräche mit Goethe I und II. Verlag Schnell, Warendorf 1998.
- Lyrische Betrachtungen von Bildern des Malers Anselm. Soltau-Verlag, 1981.
- Wanderungen zum Menschen. 2. Auflage. Verlag Schnell, Warendorf 2003.
- Das Inseljahr. Verlag Schnell, Warendorf 2000.
- Inselwege I und II. Verlag Schnell, 2000 und 2002.
- Nacht, sing meiner Liebe Lied. Ein lyrisches Tagebuch. Rheinvolk-Verlag 1987.
- Der Quastenflosser. Evolutionäre Erzählung. Verlag Schnell, 1999–2000
- Der Albatros. Erzählung. Verlag Mein Buch, 2005.
- Inselkurs Langeoog. Alternativer Krimi unter dem Pseudonym Liam G. Marple, Verlag Schnell.

### Sachbücher
- Die Maare der Eifel und der Sintflutkomet. Verlag Schnell, Warendorf 2009.
- Maare – Die dunklen Augen der Landschaft Westeifel. Eine Jahrtausendentdeckung. Verlag Schnell, 2009.
- Das Hohe Venn, Wann und wie es entstand. Verlag Schnell, 2010.